# 久保龍彥
久保竜彦（1976年6月18日—），已退役日本足球運動員，司職前鋒，前日本國家足球隊成員。

## 俱樂部生涯
1976年出生的久保龙彦小时候喜爱打棒球，由于小学4年级时的手指骨折受伤才转为踢足球，中学时候继续踢足球，展现出了出色的足球天份。
高中时代的久保龙彦参加了全國高等學校足球錦標賽，毕业后由于家庭原因读不起大学而进入职业足球生涯，加入广岛三箭。但久保龙彦加入广岛三箭一开始的发展并不顺利，一是因为主力前锋位置被高木琢也占据，久保龙彦一直被主教练排除在名单之外。
久保龙彦最出色的赛季应该是横滨水手的第一年。那一年，他在联赛中一共打进16球。
在联赛的倒数第二轮，排名第二的横滨水手依然落后对手2分，而鹿岛鹿角的意外平局给了他们机会。久保龙彦在比赛中上演帽子戏法，帮助球队得到3分，在积分榜上追平了鹿岛鹿角。
在最后一轮比赛中，横滨水手对阵上赛季联赛冠军磐田喜悦，一直0∶1落后的横滨水手，又是凭借久保龙彦在比赛结束前1分钟的进球，帮助横滨水手战平对手，最后依靠净胜球优势获得了联赛冠军，他也以16球当选了最佳射手。随后的一年，他更是帮助球队成功连续第二年夺得冠军。
2008年，久保龙彦重回广岛三箭。40岁时，他加盟了低级别球队冈山绿雉，并在两年后退役。

## 國家隊生涯
早在2000年的时候，久保龙彦就入选了主帅特鲁西埃执教的国家队，当时年轻的他并没有获得太多机会，只在2000年亚洲杯与中国的半决赛替补出场，并没有进球。在那之后，久保龙彦就很少在特鲁西埃的大名单中出现，在日本本土举行的2002年世界杯也没有入选。
在2003年东亚足球锦标赛对中国时，腰伤未完全康复的久保龙彦在开场仅仅四分钟就为日本队首开记录。他也凭着两粒进球成为赛事金靴。
2004年对捷克的比赛时连过五名球员进球，令法国球星亨利看到后也称赞他。可是随后，他因伤没有入选2004年亚洲杯，再加上旧伤复发，落选了2006年世界杯的正式大名单。

## 外部連結
- National Football Teams （页面存档备份，存于）
- Japan National Football Team Database
- 久保龍彥 – FIFA國際賽競賽紀錄 (存檔) （英文）
- 久保龍彥在 National-Football-Teams.com 上的出场纪录 （英文）
- 日本職業足球聯賽中的久保龍彥 （日語）